# Hanhals församling
Hanhals församling var en församling i Göteborgs stift och i Kungsbacka kommun.
Församlingen uppgick 2013 i Kungsbacka-Hanhals församling.

## Administrativ historik
Församlingen har medeltida ursprung. Församlingen var till 2013 annexförsamling i pastoratet Kungsbacka och Hanhals. År 2013 uppgick Hanhals i Kungsbacka-Hanhals församling.
1 januari 1954 överfördes ett område med 300 invånare och omfattande en areal av 2,18 kvadratkilometer, varav 2,17 km² land, från Hanhals församling till Kungsbacka församling. Vid samma datum överfördes till Hanhals församling från Tölö församling ett obebott område (fastigheten Kolla Uddaholmen 4:1), omfattande en areal av 0,04 km², varav allt land.

## Kyrkor
- Hanhals kyrka